# Teofilo Paleologo
Teofilo Paleologo, in greco Θεόφιλος Παλαιολόγος? (... – Costantinopoli, 29 maggio 1453), è stato un nobile, militare e studioso bizantino, cugino dell'imperatore Costantino XI Paleologo e membro della famiglia dei Paleologi.
Teofilo comandò le truppe bizantine durante la Caduta di Costantinopoli. Conosciuto come grammatico, umanista e matematico, Leonardo di Chio disse che Teofilo era "di nobile lignaggio e profonda cultura".